# Fiscalidad monetaria
La fiscalidad monetaria o imposición monetaria es un sistema fiscal, que pretende alcanzar el "emisión de moneda o individuales unidades de la moneda Por dinero decumulo (también conocido como "moneda de hielo"). El mecanismo consistiría en la imposición de cualquier unidad monetaria con una tasa de impuestos que reducir gradualmente el valor de una fecha de caducidad adjunta a la observa o un progresivo contar en un dinero. 
El objetivo principal es eliminar el pago de impuestos y sustituir la financiación de público, con la liquidación por parte de los acreedores emisión de una progresiva devaluación. El segundo propósito es eliminar la "inflación de la moneda" constante "y, por tanto, indirectamente, incrementar el valor en los mercados extranjeros. En consecuencia también automáticamente a cancelar el la deuda. 
Se basa en la observación de que si el Estado crea valor nominal (dinero), este causará inevitablemente la inflación, pero la eliminación del impuesto y su sustitución por "la liberación de" dinero de hielo "este excedente se pierde porque la carga fiscal sobre la no compensación comercial la hipotética y artificial aumento de los precios hasta llegar a un statu quo perpetuo monetaria (variable sólo debido a las fluctuaciones en el PIB). De acuerdo a lo que haría más equitativa la distribución de la riqueza porque no es más el concepto mismo de la evasión de impuestos y los gastos públicos se asignarán automáticamente sobre la base de intercambio monetario y que es el consumo personal. Este lugar no intencional en el lema de marxista de cada cual según su capacidad, a cada cual según sus necesidades. También sería menor la necesidad de burocracia estatal con el fin de recoger y gestionar los impuestos. 
La teoría se basa en un concepto simple, que es la producción de ganar dinero, por lo que el dinero en circulación y sigue siendo inextricablemente vinculadas a la producción. Por lo tanto, sea cual sea la legislación es poner el sistema económico, aún sottostarrà a esta regla y nos adaptamos. Por qué puede proponer soluciones basadas en la simplificación fiscal y la equidad. 
La imposición monetaria, en particular, es su aplicación en un sistema donde las diferencias económicas se resuelven mucho respeto. Por esta razón fue tenida en cuenta por el fascismo. De hecho eliminar los impuestos directos implica una progresiva nivelación que alentar a los que reciben los ingresos más altos. Tenga en cuenta que este sistema sustituye a la imposición sobre la renta y avanzar en el consumo real, por lo que la mayoría de las personas que consumen más sentir el peso de impuestos, mientras que los que él se sienta guardar menos que en las ganancias o posee. A continuación, pega el "hedonismo consumista", pero respeta una real meritocracia la producción. 
Varias aplicaciones potenciales se han propuesto, algunos esperan que la total abolición de los impuestos son también el abolición de sólo los directos, otros sólo los progresistas. S plan para cobrar una tasa a todos los fijará cada año para cumplir el resto de gasto público mediante los impuestos indirectos, y lo que todavía desaparecidos, con la cuestión de la moneda decumulo. 
Una teoría extrema no sólo para abolir todos los impuestos, pero incluso para dar a todos los ciudadanos por el Estado "la renta nacional", pero señala cómo esto sería un desincentivo para el trabajo y, a continuación, contra la base misma de la teoría "monetaria fiscal". 
De hecho, una confirmación de esta teoría se basa en la comparación con la economía statalizzata: en los países con economías statalizzata el problema de la economía no era un problema de organización, sino un problema que estaba detrás de el propio Estado, o que la producción disminuye de la lógica porque "está funcionando bien o mal funciona de la misma remuneración", sin la comprensión de la "inevitable consecuencia de que si todos los hombres que las obras de salarios" iguales siempre no. 
La propuesta de introducir este tipo de fiscalidad puede tener (es a menudo vinculada), por ejemplo, muchos grupos como AFIM, Domenico De Simone y Giacinto Auriti la introducción de los ingresos de la ciudadanía y formuladas por diversos movimientos, incluidos los "antropocrazia", como una forma de colectivización señoreaje la banca, tales como grupos antisignoraggio y Giacinto Auriti. 
Este sistema de impuestos es también de particular sistemas cuya base es crédito social y que cuentan con el apoyo de Distributismo, que fueron más teóricos Silvio Gesell y Clifford Hugh Douglas, ya que encaja perfectamente dentro de los sistemas económicos de los que son abogados, y completa. 
Se volverán a examinar en el República Social Italiana por sugerencia del poeta Ezra Pound en relación con la propuesta de socialización. 
Un proyecto de ley que introduciría impuestos unión monetaria es uno de los que durante años hace el señor Teodoro Bontempo Alianza Nacional que requieren propiedad Popular relativa moneda distribución de los ingresos de la ciudadanía a todos los ciudadanos. 